# Qurdi-Aszur (gubernator Arzuhiny)
Qurdi-Aszur (akad. Qurdi-Aššur, tłum. „Heroizm/bohaterstwo Aszura”) – wysoki dostojnik, gubernator prowincji Arzuhina za rządów asyryjskiego króla Aszur-dana III (772-755 p.n.e.). Według asyryjskich list i kronik eponimów w 767 r. p.n.e. pełnił urząd limmu (eponima). Wzmiankowany jako właściciel pewnych posiadłości w datowanym na 788 r. p.n.e. dekrecie króla Adad-nirari III (810-783 p.n.e.), gdzie nosi tytuł "zarządcy pałacu" (akad. ša pān ekalli).